# Lienella canaliculata
Lienella canaliculata är en stekelart som beskrevs av Cameron 1906. Lienella canaliculata ingår i släktet Lienella och familjen brokparasitsteklar. Inga underarter finns listade i Catalogue of Life.